# Mieczysław Piecka
Mieczysław Piecka (ur. 17 stycznia 1931 w Pruszkowie, zm. 10 września 2018) – polski polityk, nauczyciel, prawnik i związkowiec, radca prawny, poseł na Sejm II kadencji.

## Życiorys
Syn Piotra. Ukończył w 1968 studia prawnicze na Uniwersytecie Warszawskim. Pracował jako nauczyciel, uzyskał też uprawnienia radcy prawnego. Działał w Związku Nauczycielstwa Polskiego. W latach 1993–1997 pełnił funkcję posła na Sejm II kadencji wybranego z listy Sojuszu Lewicy Demokratycznej w okręgu białostockim.
W 1997 otrzymał Krzyż Kawalerski Orderu Odrodzenia Polski.
Pochowany na cmentarzu miejskim przy ulicy Władysława Wysockiego w Białymstoku.